# V・M・バット
V・M・バット（Vishwa Mohan Bhatt、1950年7月12日 - ）は、インドのミュージシャン。スライドギター奏者である。
モーハン・ヴィーナの発明者で。ヒンドゥスターニー音楽を演奏、1994年のグラミー賞受賞した。
バットの代表作は、ライ・クーダーと共演してグラミー賞を獲得したアルバム『A Meeting by the River』である。また、タジ・マハールやベラ・フレック、ジェリー・ダグラスといった西洋のミュージシャンのコラボレーションしていることでも知られる。2004年にはエリック・クラプトンが主催したクロスロード・ギター・フェスティヴァルに出演した。
1998年にはサンギート・ナータク・アカデミー賞を、2002年にはパドマ・シュリー勲章を受章した 。
フォーク・ミュージシャンのハリー・マンクスは、モハーン・ヴィーナを演奏する。なお、マンクスはバットと息子のサリル・バットの下で5年間学んだ。カウンティング・クロウズのマット・マリーはバットの友人で、モハーン・ヴィーナを演奏する。オーストラリアのミュージシャンのローリー・ミンソンもモハーン・ヴィーナをバットから学んだ。

## 私生活
V・M・バットはインドのラージャスターン州ジャイプルで生まれ育ち、妻と2人の息子と暮らしている。長男のサリル・バットもモーハン・ヴィーナ奏者でアルバム『Slide to Freedom Part II』はカナダのジュノー賞にノミネートされたことがあり、次男のソーラブ・バットは著名な作曲家である。孫のサトヴィック・バットもミュージシャンで、3歳半で45のラーガをモハーン・ヴィーナで演奏してリンカブックに世界記録として掲載された。バットの両親は息子に対して音楽教育を施し、演奏家でもあった。
弟のヘマント・バットも著名な音楽家で、ラージャスターン州ビーカーネールで暮らしている。彼はグワーハーティーやシロンなど世界中をずっと旅し、インドのクラシック音楽のレベル向上に貢献した。
甥であるクリシュナ・バットは、シタールとタブラの奏者である。

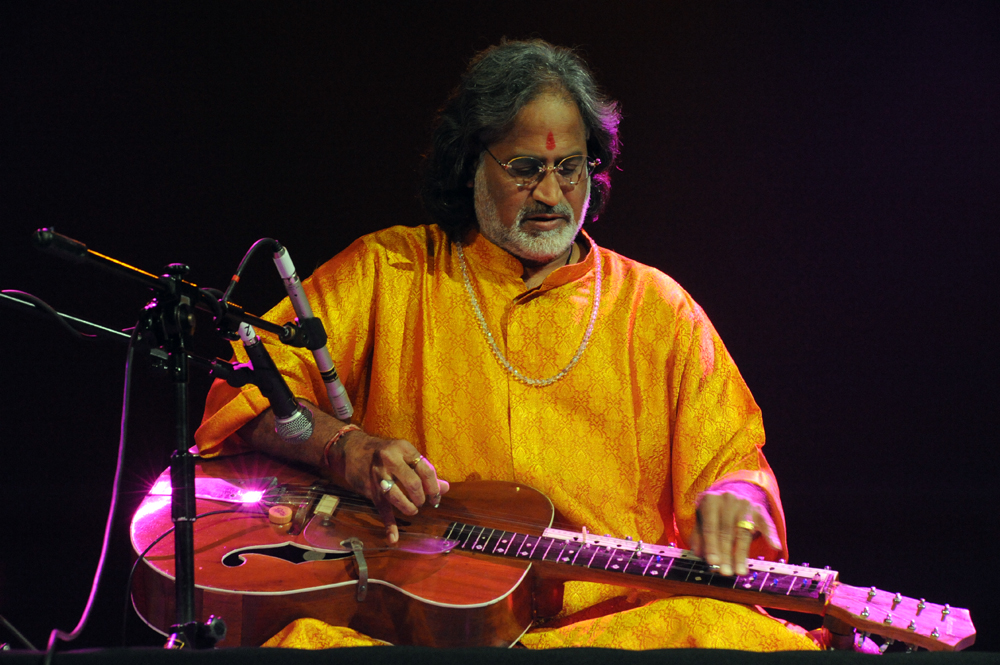
ワルシャワで演奏するV・M・バット（2009年9月）

## ディスコグラフィの一部
- Guitar A La Hindustan （1992年）
- Saradamani （1992年）
- Gathering Rain Clouds （1993年）
- A Meeting by the River （1993年、ライ・クーダーと共同名義）
- Bourbon & Rosewater （1995年、ジェリー・ダグラスとエドガー・メイヤーと共同名義）
- Mumtaz Mahal （1995年、タジ・マハールとN・ラヴィキランと共同名義）
- Saltanah （1996年、シモン・シャヘーンとウォーター・リリー・アコーステックスと共同名義）
- Tabula Rasā （1996年、ベラ・フレックとジービン・チェンと共同名義）
- Sounds of Strings （1996年）
- Mohan's Veena （2008年）
- Desert Slide （2010年）
- Mohan's Veena II （2010年）
- Groove Caravan （2011年）
- Morning Mist (2012)
- OMKARA - The Sound of Divine Love (2014)
- Vishwa Ranjini (2015)